# Garra mcclellandi
Garra mcclellandi är en fiskart som först beskrevs av Jerdon, 1849.  Garra mcclellandi ingår i släktet Garra och familjen karpfiskar. IUCN kategoriserar arten globalt som livskraftig. Inga underarter finns listade i Catalogue of Life.